# Ngỗng sư tử

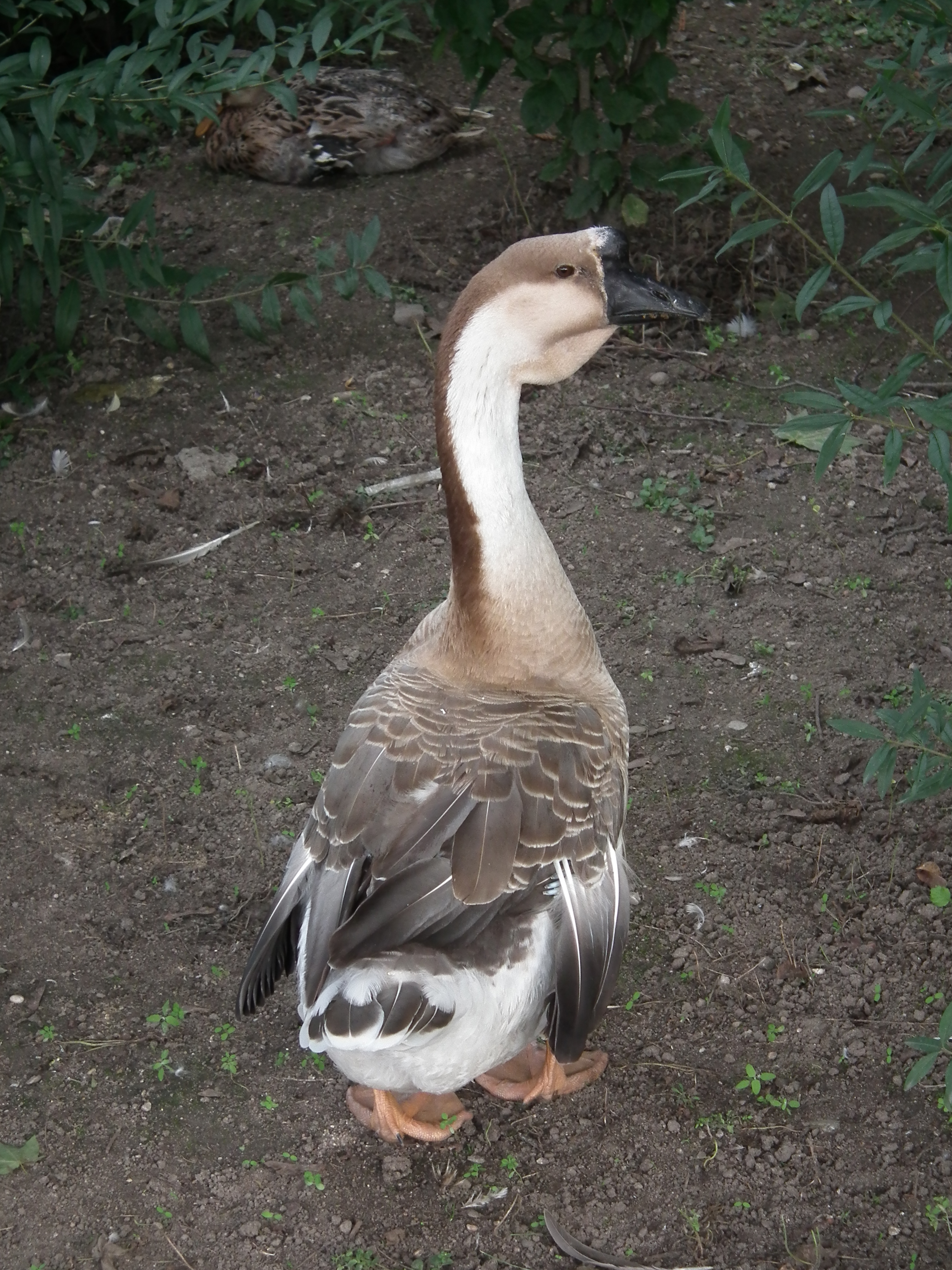
Một con ngỗng sư tử

Ngỗng sư tử là giống ngỗng nhà bắt nguồn từ Bắc Trung Quốc và Xiberi. Ở Việt Nam được nuôi ở nhiều nơi thuộc đồng bằng sông Hồng và tập trung tại vùng ngoại thành Hà Nội. Tại Việt Nam, chúng được đưa vào từ rất lâu cho đến nay nó gần như một giống nội cho sản lượng thịt cao hơn hẳn ngỗng cỏ và được xem là giống ngỗng quý và được nằm trong danh sách các loài cần bảo tồn nguồn gen.

## Đặc điểm
Ngỗng sư tử có tầm vóc to trông dữ tợn, có lông màu xám, đầu to mỏ đen thẫm, mào màu đen. Mắt nhỏ và có màu nâu xám. Phần trên cổ có yếm da, thân mình dài vừa phải, ngực dài nhưng hẹp, xương to và nặng nhưng thân thịt màu hơi trắng. Mỏ và chân màu đen. Thân ngỗng có hình chữ nhật, ngực nở và sâu. Bụng phệ. Bộ lông của ngỗng sư tử có màu xám thẫm chiếm phần lớn số con trong đàn, một số con có lông trắng pha nâu. Khi trưởng thành con đực nặng tới 6 kg/con, con cái nặng 5 kg/con.
Mào là một khối thịt nhô lên ở trán, màu nâu đen giống như bờm sư tử. Mào con mái nhỏ hơn mào con trống. Cổ dài và to. Phần trên cổ có một vệt lông đen từ đầu đến thân, ở dưới có một yếm da thừa. Cánh, lưng, gốc đuôi và hai sườn màu xám đá. Lông ở ngực, bụng màu trắng phớt vàng đất. Đặc điểm thực quản của ngỗng sư tử mỏng nên khi nhồi béo dễ bị sây sát và vỡ thực quản, vì vậy không dùng ngỗng này để nhồi béo. Ngỗng sư tử có tính dữ tợn nhất là những lúc cần tự vệ. Ngỗng có sức đề kháng tốt. Ngỗng sinh trưởng và phát triển nhanh, thích nghi tốt với điều kiện thiên nhiên nhiệt đới. Ngỗng sư tử ở Việt Nam đã bị pha tạp nhiều. Chúng thích hợp với phương thức chăn thả trên đồng bãi như ngỗng cỏ.

## Chọn giống
Chọn ngỗng phải nở đúng ngày, khối lượng từ 85 - 100g/con, lông bông, mắt sáng không hở rốn, dáng đi vững vàng, nhanh nhẹn. Có nhiều giống ngỗng: ngỗng trắng, ngỗng xám vằn, loại chân thấp, chân cao... Nếu nuôi ngỗng đàn nên chọn những con lông xám hoặc vằn, chân to, vì chúng đi khoẻ, chịu kiếm ăn. Khi ngỗng mới nở chọn những con có bộ lông mịn, sáng; lỗ hậu môn gọn, khô; mắt sáng; đi lại nhanh nhẹn; ăn uống bình thường. Với ngỗng cái chọn con có mắt to, đen, sáng, cổ nhỏ, dài, ngực gọn mình dài; bụng dưới nở nang, phao câu to. Những con loại này đẻ tốt, mắn đẻ, ấp khéo; đối với ngỗng đực chọn những con có cổ ngẩng cao, ngực nở, hai chân cao bước gọn, vững chắc, thân mình dài cá trắm, lỗ hậu môn màu hồng.

## Tập tính ăn

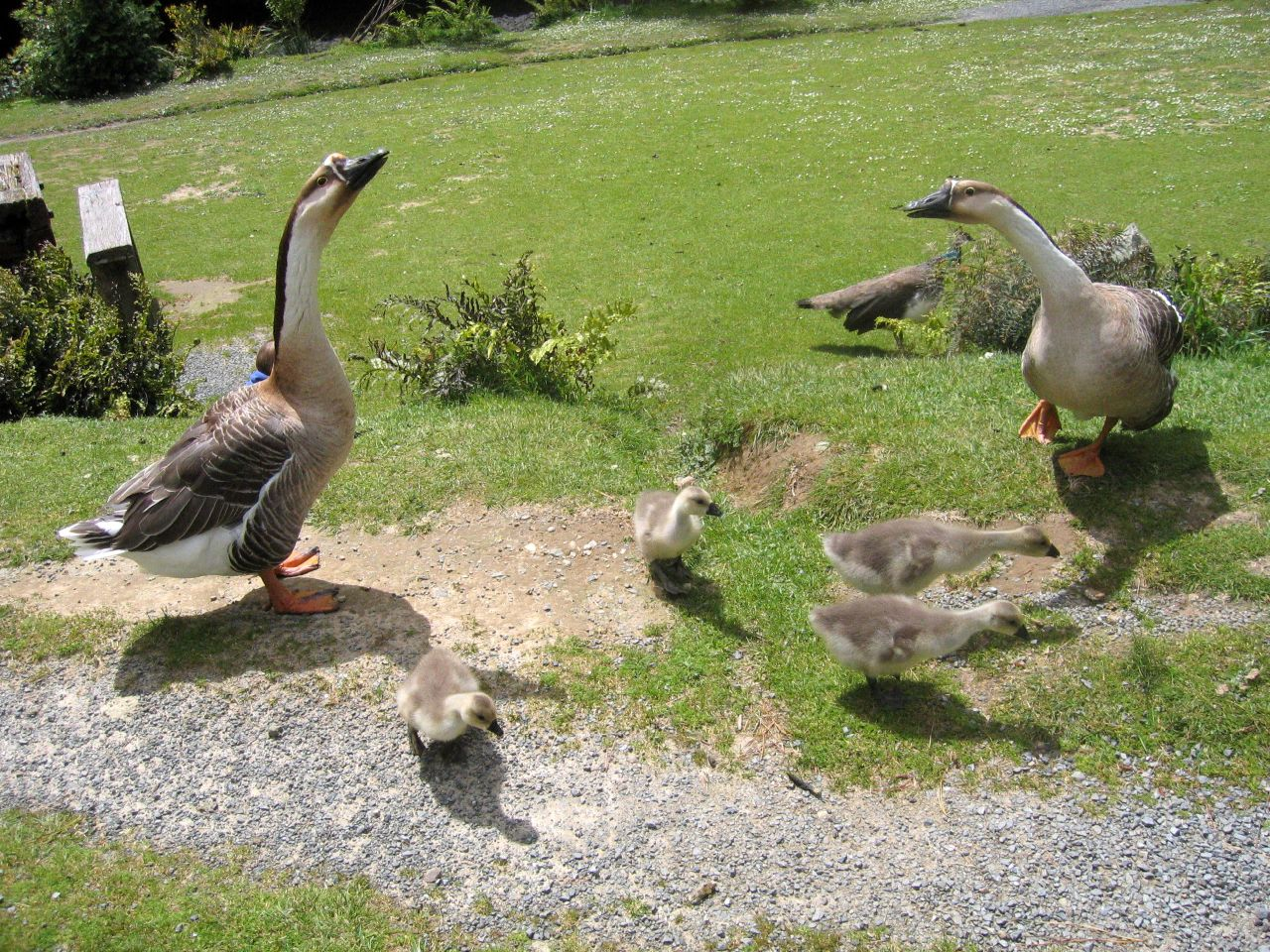
Một đàn ngỗng sư tử

Ngỗng sư tử là loại gia cầm có khả năng tăng trọng rất nhanh, chỉ sau 10 - 11 tuần nuôi, khối lượng cơ thể đã tăng gấp 40 - 45 lần so với khối lượng cơ thể lúc mới nở. Với ngỗng khi được nuôi bằng thức ăn hỗn hợp thì tốc độ lớn sẽ là kỷ lục, song nếu nguồn thức ăn chỉ là cỏ, rau xanh và các loại củ hạt do ngỗng tự tìm kiếm hoặc nông hộ chỉ cho ăn hạn chế thì ngỗng vẫn phát triển bình thường nhưng chậm hơn.
Ngỗng có thể sử dụng rất hiệu quả thức ăn xanh. Con ngỗng được ví như một cỗ máy xén cỏ, khả năng vặt cỏ của ngỗng tốt hơn bò, ngỗng có thể vặt tận gốc cây cỏ, cả phần củ rễ, ngỗng ăn tạp các loại cỏ và không chê cỏ non, cỏ già, cỏ dại từ cỏ tranh đến lục bình ngỗng đều ăn được.

## Sức đẻ
Ngỗng Sư tử sinh sản theo mùa vụ, vụ đẻ kéo dài từ tháng m ười đến tháng 4 năm sau. Trứng có khối lượng khá to, nặng 160 – 180g. Ngỗng cái đẻ trứng lúc 8 – 9 tháng tuổi, tuy vậy, những con nở sớm vào vụ xuân có thể đẻ sớm hơn do nhận được ánh sáng ngày dài hơn, thời tiết ấm dần lên và thành thục sớm hơn. Chúng có sức đẻ rất lớn từ 50 - 70 quả/năm. Ở Việt Nam, nhu cầu của những phụ nữ mang thai muốn trứng ngỗng bồi bổ với mong muốn con sẽ thông minh, khỏe mạnh là rất cao cho nên trứng ngỗng giá đắt, và thương lái tìm cách nhập lậu trứng ngỗng Trung Quốc về bán tại Việt Nam, cơ quan chức năng của Việt Nam cũng đã từng thu giữ chỉ trong một lần lô hàng trứng ngỗng Trung Quốc nhập lậu lên đến 15 thùng trứng ngỗng, chứa tổng số 1.500 quả không có giấy tờ kiểm dịch.